# A Friendly Marriage
A Friendly Marriage és una pel·lícula muda estrenada el 5 de setembre de 1911 que explica la història d'un matrimoni de conveniència entre un noble anglès i una noia rica de l'oest americà en que al final ell aconsegueix amb el seu esforç rescatar-la de la ruina i acabar enamorats. Rodada a l'estudi Flatbush de la Vitagraph a Brooklyn, va ser dirigida per Van Dyke Brooke i protagonitzada per Earle Williams i Lillian Walker.

## Argument
Un miner descobreix una mina de plom que el converteix en un home ric. Lillian, la seva filla, gaudeix de la riquesa del seu pare. Aquesta comença per visitar la seva tia que se l'enduu a Europa per presentar-la en societat. Allà, cau en gràcia a Lady Somers i això fa que s'anuncïi als ecos de societat com una rica hereva de l'oest americà. L'advocat de Lord Francis li crida l'atenció d'aquesta notícia, i li proposa intentar d'acordar un matrimoni amb la noia, cosa que suposaria uns ingressos per Lord Francis que està arruïnat.
L'advocat s'entrevista amb Lady Somers que propicia una reunió entre Lillian i Lord Francis. Les parts contractants se senten atretes i decideixen tirar endavant el casament com una simple relació amistosa que li permetrà a ell obtenir certa part dels ingressos del seu pare. L'amistat de seguida evoluciona cap a un enamorament mutu i ell pren la determinació de autofinançar-se per tal que els diners no esdevinguin una barrera entre ells dos.
Lord Francis té certa habilitat com a escriptor i envia el manuscrit d'una novel·la a un editor de Londres. Mentre escriu la següent, contracta sense que ho sapiga la seva dona, una estenògrafa molt atractiva, filla del vicari.
Un dia, la seva dona, passant per davant de la finestra del seu estudi, els sorprèn conversant, cosa que la perturba sobremanera. Quan més tard ell entra a la seva habitació ella intenta que confessi que l'està enganyant però ell li explica la situació. En aquell moment arriba un telegrama d'Amèrica en el qual el pare de Lillian explica que s'ha arruïnat completament.
Ella queda molt afligida, però Lord Francis la tranquil·litza explicant-li que podran tirar endavant i li mostra el xec dels seus editors i un encàrrec que escrigui més llibres. La parella acaba abraçada.

## Repartiment
- Earle Williams (Lord Francis Towne)
- Lillian Walker (Lillian Colton)
- Alec B. Francis
- Robert Gaillard
- Anne Schaefer
- Van Dyke Brooke (advocat)
- B.F. Clinton
- Hazel Neason)
- Julia Swayne Gordon
- William Shea (el criat)